# Estación de Jáltipan de Morelos
Jáltipan es una estación de trenes que se encuentra en Jáltipan de Morelos, Veracruz.